# Copa dos Campeões Europeus da FIBA de 1960–61
A Temporada da Copa dos Campeões Europeus 1960-61 foi a 4ª edição do evento continental, vencido pela primeira vez pelo CSKA Moscou da ex-União Soviética que em final caseira enfrentou o tri-campeão ASK Riga.

## Primeira Fase
| Equipe 1             | Total   | Equipe 2           | 1.º jogo | 2.º jogo |
| -------------------- | ------- | ------------------ | -------- | -------- |
| Urania Geneva        | 107–164 | Idrolitina Bologna | 62–68    | 45–96    |
| Wissenschaft         | 110–171 | Levski-Spartak     | 54–85    | 56–86    |
| Heidelberg           | 125–180 | Legia Warsaw       | 67-91    | 58-89    |
| Galatasaray          | 137–96  | Olympiacos         | 72-41    | 65-55    |
| Sparta Bertrange     | 75–137  | Engelmann          | 27-53    | 48-84    |
| Sporting             | 92–149  | Antwerpse          | 51-62    | 41-87    |
| KFUM Söder           | 98–142  | OKK Belgrade       | 50-53    | 48-89    |
| The Wolves Amsterdam | 106–153 | Sparta Prague      | 52-57    | 54-96    |
| Stars Charleville    | 110–100 | Casablancais       | 55-47    | 55-53    |

## Oitavas de Finais
| Equipe 1           | Total   | Equipe 2         | 1.º jogo | 2.º jogo |
| ------------------ | ------- | ---------------- | -------- | -------- |
| Galatasaray        | 79–93   | Hapoel Tel Aviv  | 40–39    | 39–54    |
| Stars Charleville  | 63–163  | CSKA Moscou      | 28-68    | 35-95    |
| Levski-Spartak     | 114–138 | Legia Vársovia   | 67-62    | 47-76    |
| Engelmann          | 100–159 | Real Madrid      | 53-85    | 47-74    |
| Antwerpse          | 68–47   | OKK Belgrade     | 66-47    | 2-0*     |
| Torpan Pojat       | 103–133 | Sparta Praga     | 56-65    | 47-68    |
| Idrolitina Bologna | 124–126 | Steaua Bucureşti | 70–56    | 54–70    |

*O Jogo de volta foi cancelado depois que a polícia jugoslava recusou a garantir a segurança da equipe belga, cujos membros receberam ameaças graves à chegada a Belgrado, como resultado da misteriosa morte de Patrice Lumumba, primeiro-ministro do Congo, em 11 de fevereiro de 1961 . O governo soviético, um aliado para Lumumba, culpou o serviço secreto belga como o instigador do assassinato na ex-colônia belga, e isso se traduziu em várias revoltas nos países comunistas contra os interesses belgas. Como não houve jogo de volta,  Antwerpse recebeu um 2-0 wo neste jogo e se classificou para a próxima rodada.
Automaticamente classificado para as quartas de finais
- ASK Riga (Detentor do Título)

## Quartas de finais
| Equipe 1       | Total   | Equipe 2         | 1.º jogo | 2.º jogo |
| -------------- | ------- | ---------------- | -------- | -------- |
| ASK Riga       | 126–134 | Hapoel Tel Aviv  | 84–60    | 78–74    |
| Sparta Praga   | 107–115 | Steaua Bucureşti | 60–50    | 47–65    |
| Legia Varsóvia | 145–183 | CSKA Moscou      | 72-98    | 73-85    |
| Antwerpse      | 128–177 | Real Madrid      | 62-89    | 66-88    |

## Semi finais
| Equipe 1    | Total   | Equipe 2         | 1.º jogo | 2.º jogo |
| ----------- | ------- | ---------------- | -------- | -------- |
| Real Madrid | 123–141 | ASK Riga         | 78-75    | 45-66    |
| CSKA Moscow | 171–115 | Steaua Bucureşti | 98–58    | 73–57    |

## Finais
| Equipe 1    | Total   | Equipe 2 | 1.º jogo | 2.º jogo |
| ----------- | ------- | -------- | -------- | -------- |
| CSKA Moscou | 148–128 | ASK Riga | 87-62    | 61-66    |

Jogo de Ida:Lenin Stadion, Moscow, 14 de Julho de 1961; Público:8.000
Jogo de Volta:Daugava Stadion, Rīga, 22 de Julho de 1961; Público:15.000
| Copa dos Campeões Europeus 1960-61 Campeões |
| ------------------------------------------- |
| CSKA Moscou 1º Título                       |